# 探索科學頻道
探索科學頻道 是由探索傳播公司擁有的一個跨國有線，衛星，IPTV電視頻道。 探索科學頻道主要播放流行科學、科技、天文、考古和動物等紀錄片。

## 历史
探索科学探险频道于1998年播出。在2003年改名为探索科学频道,随后简之为探索科学（Discovery Science）的名字。

## 国际
探索科学频道国际版本在东南亚, 欧洲, 英国, 印度, 瑞典, 加拿大, 拉丁美洲和澳大利亚这些地方播放时称之为探索科学（Discovery Science）。在美国，称为科学频道。